# Ельтадж Сафарлі
Ельтадж Сафарлі (азерб. Eltac Səfərli; нар. 18 травня 1992, Баку) – азербайджанський шахіст, гросмейстер від 2008 року.

## Шахова кар'єра
Починаючи з 2001 року щорічно представляв Азербайджан на чемпіонаті світу та Європи серед юніорів у різних вікових категоріях, тричі вигравши золоті медалі: Іракліон (2002, ЧС-до 10 років), Пеніскола (2002, ЧЄ до 10 років) і Будва (2003, ЧЄ до 12 років).
Перші значні успіхи на міжнародних турнірах припадають на 2006 рік, зокрема, перемога в Москві (турнір Аерофлот опен-A2), де виконав першу гросмейстерську норму. Другу й третю виконав у 2007 році в Абу-Дабі та Санкт-Петербурзі (меморіал Михайла Чигоріна). Також 2007 року поділив 2-ге місце (позаду Ельміра Гусейнова, разом з Ніджатом Мамедовим) на чемпіонаті Азербайджану, переміг на турнірі Essent Open в Хогевені й поділив 2-ге місце (позаду Михайла Гуревича, разом із зокрема, Гадіром Гусейновим, Леваном Панцулаєю і Давідом Арутюняном) на черговому турнірі за швейцарською системою, який відбувся в Стамбулі. 2008 року поділив 2-ге місце (позаду Стюарта Гаслінгера, разом з Дмитром Свєтушкіним і Алексісом Кабрерою) в Пальма-де-Майорце. У 2010 році переміг на сильному меморіалі Михайла Чигоріна в Санкт-Петербурзі. 2015 року поділив 1-ше місце (разом із, зокрема, Драганом Шолаком і Володимиром Федосєєвим) у Дубаї.
Представник Азербайджану на командних змаганнях, зокрема:
- тричі на шахових олімпіадах (2010, 2012, 2014)[3],
- на командному чемпіонаті світу (2013)[4],
- двічі на командних чемпіонатах Європи (2011, 2013); дворазовий призер: у командному заліку – золотий (2013) і срібний (2011)[5].

Найвищий рейтинг Ело в кар'єрі мав станом на 1 червня 2013 року, досягнувши 2660 очок займав тоді 84-те місце в світовому рейтинг-листі ФІДЕ, одночасно займаючи 3-тє місце серед азербайджанських шахістів.

## Зміни рейтингу
| На цьому місці має відображатися графік чи діаграма, однак з технічних причин його відображення наразі вимкнено. Будь ласка, не видаляйте код, який викликає це повідомлення. Розробники вже працюють для того, щоби відновити штатне функціонування цього графіка або діаграми. | |
| | На цьому місці має відображатися графік чи діаграма, однак з технічних причин його відображення наразі вимкнено. Будь ласка, не видаляйте код, який викликає це повідомлення. Розробники вже працюють для того, щоби відновити штатне функціонування цього графіка або діаграми. |